# Рафаель Л. Сілва
Рафае́ль Л. Сі́лва (народився 18 червня 1994 року) ― американський актор, найбільш відомий за роллю Карлоса Рейєса в драматичному серіалі «9-1-1: Самотня зірка».

## Біографія
Сілва народився в Белу-Оризонті, Бразилія. У дитинстві він мріяв стати доглядальником за тваринами, так само, як його дідусь і його дядьки. Однак його родина переїхала до Сполучених Штатів, коли йому було тринадцять років. Сільва пережив культурний шок, який призвів до того, що він замкнувся в собі та почав боятися публічних виступів.
Сілва почав займатися акторською майстерністю ще в середній школі, щоби подолати свій страх до публічних виступів. «Я почав зніматися, коли був молодшим у середній школі. Раніше я дуже боявся виступати на публіці. Я подумав, що якщо ти будеш чогось боятися, ти можеш опинитися в центрі урагану. Тому я почав зніматися, бо боявся виступати на публіці…». Після закінчення університету Пейс він з'являвся в телесеріалі «Державний секретар» і фільмі «Плинність».

## Особисте життя
Сілва — бразильський джіу-джитсу, який тренувався з Ройсом Ґрейсі. Також він танцює та вільно володіє англійською, іспанською та португальською мовами.
Він відкритий гей.
25 лютого 2022 року публічно підтримав Україну під час широкомасштабного вторгнення Росії, опублікувавши на своїй сторінці в Instagram фото українських прапорів на майдані Незалежності.

## Фільмографія
| Рік       | Назва                    | Роль                      | Примітки                  |
| --------- | ------------------------ | ------------------------- | ------------------------- |
| 2015      | П'яна любов до мистецтва | Ед                        | Міні-серіал               |
| 2017      | Неоплачувані стажери     | Джей «Пенністок» Мейреллс | Короткометражний фільм    |
| 2018      | Синдром оповідача        | Людина без обличчя № 3    | Короткометражний фільм    |
| 2019      | Державний секретар       | Оскар Кортес              | Епізод: «Щось краще»      |
| 2019      | Плинність                | Рауль                     | Фільм                     |
| 2020      | Корпус                   | Дарріл Сільванос          | Веб-серії                 |
| 2020-2025 | 9-1-1: Самотня зірка     | Карлос Рейес              | Головний акторський склад |